# Ruta Nacional 154 (Argentina)
La Ruta Nacional 154 es una carretera argentina asfaltada, que se encuentra en el este de la Provincia de La Pampa, uniendo el km 192 de la Ruta Nacional 35 en el paraje Cotita y el km 854 de la Ruta Nacional 22 en las inmediaciones del pueblo La Adela. Esta ruta de 136 km no pasa por ninguna población. Por un conflicto en la obra, quedaron cerca de La Adela (entre el km 125 y 129) 4 km sin construir. Finalmente tras décadas fue asfaltado en 2014.

## Localidades
Las ciudades y pueblos por los que pasa esta ruta de norte a sur son los siguientes (los pueblos con menos de 5000 habitantes figuran en itálica).

### Provincia de La Pampa
Recorrido: 136 km (kilómetro 0 a 136).
- Departamento Hucal: no hay poblaciones.
- Departamento Caleu Caleu: La Adela (km 136)

## Traza antigua
La antigua traza de la ruta 154 pasaba 40 km al este de la actual también entre las rutas 35 y 22, a la altura del pueblo General San Martín. Hoy en día constituye la RP 1, que principalmente es un camino de tierra.